# Un été sans eau
Pour plus de détails, voir Fiche technique et Distribution.
Un été sans eau (titre original : Susuz yaz) est un film turc réalisé par Metin Erksan, sorti en 1964.

## Synopsis
Un cultivateur de tabac planifie la ruine de ses concurrents en canalisant l'eau vers sa seule propriété.

## Fiche technique
- Titre : Un été sans eau
- Titre original : Susuz yaz
- Réalisation : Metin Erksan
- Scénario : Metin Erksan, Kemal Inci, Ismet Soydan et Necati Cumali
- Production : Ulvi Dogan
- Musique : Manos Hatzidakis et Yamaci
- Photographie : Ali Ugur
- Pays d'origine : Turquie
- Format : Noir et blanc - Mono
- Genre : Film dramatique
- Durée : 90 minutes (1 h 30)
- Date de sortie : 1964

## Distribution
- Ulvi Dogan : Hasan
- Erol Tas : Osman
- Hülya Koçyigit : Bahar

## Récompenses et distinctions
- Ours d'or au Festival de Berlin 1964.